# Everything Is Alive, Everything Is Breathing, Nothing Is Dead, and Nothing Is Bleeding
Everything Is Alive, Everything Is Breathing, Nothing Is Dead, and Nothing Is Bleeding é o álbum de estreia da banda The Chariot, lançado a 16 de Novembro de 2004.

## Faixas
Todas as faixas por The Chariot.
1. "Before There Was Atlanta, There Was Douglasville" – 2:15
2. "Someday, in the Event That Mankind Actually Figures Out What it is That This World Revolves Around, Thousands of People are Going to Be Shocked and Perplexed to Find Out it Was Not Them. Sometimes, This Includes Me." – 1:58
3. "Dialogue With a Question Mark" – 2:11
4. "Die Interviewer (I am Only Speaking in German)" – 2:40
5. "And Then, Came Then" – 5:19
6. "The Company, the Comfort, the Grave" – 2:26
7. "The Bullet Never Lies, and Time Will Prove All Things (An Allegory of Unfaithful Jerusalem)" – 2:57
8. "Yellow Dress: Locked Knees" – 1:59
9. "If Wishes Were Horses, More Beggars Would Ride Them" – 3:09
10. "Good Night My Lady, and a Forever Farewell " – 2:59

## Paradas
| Paradas (2004)       | Posição |
| -------------------- | ------- |
| Top Christian Albums | 26      |
| Top Heatseekers      | 23      |

## Créditos
- Josh Scogin - Vocal
- Keller Harbin - Guitarra, vocal
- Joshua Beiser- Baixo
- Tony Medina- Guitarra
- Jeff Carter - Bateria
- Bradley Hathaway - Vocal de apoio
- Daniel Ward - Vocal de apoio